# آیرین آدلر

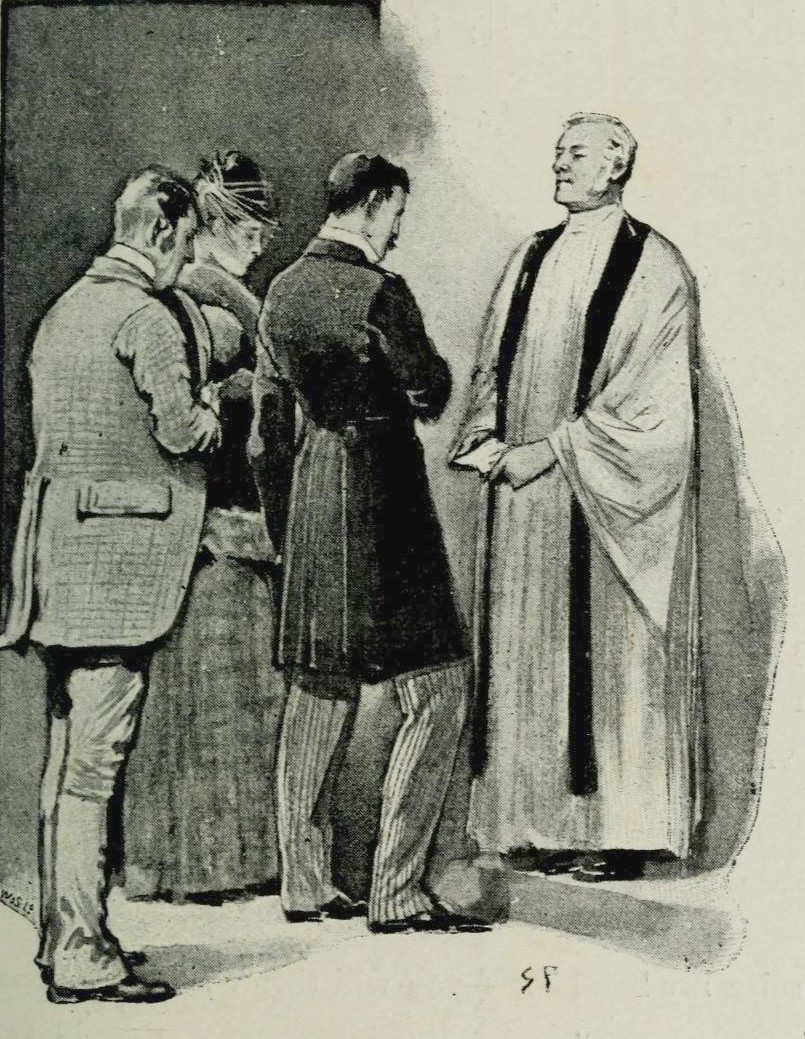
شخصیت های برجسته

آیرین آدلر یک شخصیت ساختگی در داستان شرلوک هولمز، اثر آرتور کانن دویل است. او با وجود حضور تنها در یک داستان (رسوایی در بوهم)، یکی از قابل توجه‌ترین شخصیت‌های زن سریال شرلوک هولمز است.